# Silanol

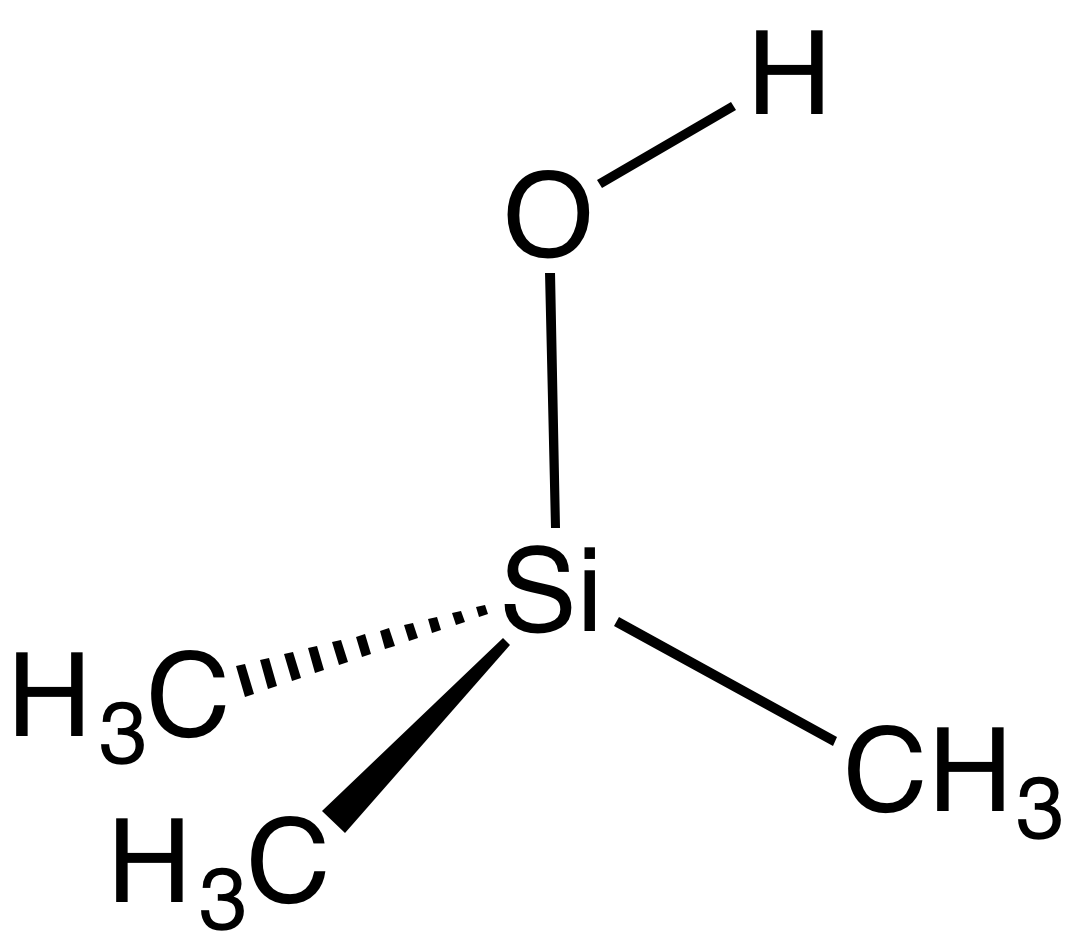
Structure du triméthylsilanol.

Les silanols sont des composés chimiques contenant au moins un atome de silicium directement lié à un groupe hydroxyle. Ils sont les analogues structuraux siliciés des alcools comme les silanes le sont aux alcanes.
Le silanols sont nommés quand le groupe hydroxyle est le groupe principal par ajout du suffixe -ol au nom du composé parent. Si le groupe hydroxyle n'est pas le principal, les silanols sont dénommés en utilisant le préfixe hydroxo- en suivant la nomenclature des substituants. Ces règles sont quasiment les mêmes que celles pour les alcools exception faite que l'hydrure parent est le silane.

## Histoire
Le premier silanol synthétisé l'a été en 1871 par Albert Ladenburg. Il s'agit du triéthylsilanol. À cette époque, ils étaient appelés « silicols », un mot que Ladenburg avait inventé.

## Synthèse
Les silanols sont généralement synthétisés par hydrolyse d'halosilane, d'alkoxysilane, d'aminosilane ou d'arylsilane (en présence d'un acide fort), ou par oxydation d'alkylsilane.

## Propriété
Le silanols sont généralement déshydratés très facilement, formant des disiloxanes en présence d'un acide, d'une base ou même juste par chauffage. Du fait de ces propriétés d'auto-condensation, la synthèse et l'isolation des silanols est difficile.
Les silanols ayant de substituants hydroxyles, ils forment des liaisons hydrogène intermoléculaires en solution et même dans leurs phases cristallines.
Les silanols peuvent aussi être réticulés en utilisant le borax ou l'acide borique, pour former des gels de silicium tri-dimensionnels.
Les silanols n'existent pas seulement en tant que composés chimiques, ils sont aussi présents sur la surface de la silice et des silicates. D'un point de vue organométallique, la silice peut être considérée comme un énorme ligand qui est utilisé comme support liant pour catalyseurs dans beaucoup de réactions.
En chromatographie, la dérivation des groupes silanols présents dans la phase stationnaire par des groupes triméthylsilyle, s'appelle « end-capping ».